# Дон-Иносенсиу

Дон-Иносенсиу на карте штата.

Дон-Иносенсиу (порт. Dom Inocêncio) — муниципалитет в Бразилии, входит в штат Пиауи. Составная часть мезорегиона Юго-запад штата Пиауи. Входит в экономико-статистический микрорегион Сан-Раймунду-Нонату. Население составляет 9245 человек на 2010 год. Занимает площадь 3870,167 км². Плотность населения — 2,39 чел./км².

## Демография
Согласно сведениям, собранным в ходе переписи 2010 г. Национальным институтом географии и статистики (IBGE), население муниципалитета составляет:
| Полное население                               | Полное население                               | Полное население                               | Полное население                               | 9245  |
| ---------------------------------------------- | ---------------------------------------------- | ---------------------------------------------- | ---------------------------------------------- | ----- |
| в том числе:                                   | Городское население                            | 2018                                           | Процент городского населения, %                | 21,83 |
|                                                | Сельское население                             | 7227                                           | Процент сельского населения, %                 | 78,17 |
|                                                | Мужское население                              | 4733                                           | Процент мужского населения, %                  | 51,20 |
|                                                | Женское население                              | 4512                                           | Процент женского населения, %                  | 48,80 |
| Плотность населения, чел/км²                   | Плотность населения, чел/км²                   | Плотность населения, чел/км²                   | Плотность населения, чел/км²                   | 2,39  |
| Население муниципалитета в % к населению штата | Население муниципалитета в % к населению штата | Население муниципалитета в % к населению штата | Население муниципалитета в % к населению штата | 0,30  |

По данным оценки 2016 года, население муниципалитета составляет 9387 жителей.

## Статистика
- Валовой внутренний продукт на 2003 год составляет 13 545 257,00 реалов (данные: Бразильский институт географии и статистики).
- Валовой внутренний продукт на душу населения на 2003 год составляет 1431,24 реалов (данные: Бразильский институт географии и статистики).
- Индекс развития человеческого потенциала на 2000 год составляет 0,596 (данные: Программа развития ООН).